# 桂芝
桂芝（？—？），字宗芝，浙江寧波府慈人，明朝政治人物，進士出身。

## 生平
桂芝是永樂六年（1408年）舉人，十三年（1415年）成進士，獲授禮部主事，克盡己任，行事恭謹，二十二年（1424年）以禮部尚書金純、工部尚書宋禮推薦前往四川負責工部事務，事成後改任刑部主事，聲譽日顯。宣德元年（1426年）明宣宗下詔廷臣舉才能者擔任守令官，他獲薦為敘州府知府，在當地有惠政。

## 引用
1. 1 2  光緒《慈谿縣志·卷二十六·列傳三》：桂芝，字宗芝，永樂十三年進士，授禮部主事，涖職克勤，夙夜恪恭，二十二年以繕工部之事，從禮部尚書金某、工部尚書宋某於西蜀，二人亟稱其才且賢，事竣還朝改刑部益有聲績，宣德元年敕廷臣各舉其堪守令之職者，非其才不得倖進，芝用知者薦擢四川敘州知府 曾棨《送桂宗芝之任敘州詩序》 ，興利除害卓有惠政 《四川通志》，按原作洪武中任，誤 。
2. ↑  光緒《慈谿縣志·卷二十·選舉中》：舉人……永樂六年戊子科……桂芝 乙未進士……進士……永樂十三年乙未科陳循榜 桂芝 主事，府學碑知府，有傳